# Stoszyce
Stoszyce – wieś w Polsce położona w województwie dolnośląskim, w powiecie wrocławskim, w gminie Kąty Wrocławskie.
W latach 1975–1998 miejscowość administracyjnie należała do województwa wrocławskiego.
Na koniec 2011 Stoszyce liczyły 74 mieszkańców, 2012 – 79, 2013 – 85, a na koniec 2014 i 2015 – 86.

## Zabytki
Do wojewódzkiego rejestru zabytków wpisany jest:
- zespół pałacowy, z drugiej połowy XIX w.:
  - pałac, neogotycki z połowy XIX w. w stanie częściowej ruiny
  - folwark
  - park dworski z promenadą i aleją, resztki

inne zabytki zespołu:
- zabudowania gospodarcze dawnego folwarku z tego samego okresu[9]